# Bromcyclohexan
Bromcyclohexan ist eine chemische Verbindung aus der Gruppe der Halogenkohlenwasserstoffe.

## Gewinnung und Darstellung
Bromcyclohexan kann durch Reaktion von Cyclohexanol mit Bromwasserstoffsäure gewonnen werden.

## Eigenschaften
Bromcyclohexan ist eine gelbliche Flüssigkeit mit charakteristischem Geruch, die praktisch unlöslich in Wasser ist.

## Verwendung
Bromcyclohexan wird als Synthesechemikalie verwendet.

## Sicherheitshinweise
Die Dämpfe von Bromcyclohexan können mit Luft ein explosionsfähiges Gemisch (Flammpunkt 63 °C) bilden.